# Murama
Murama est une localité de la commune Nyabihanga dans la province de Mwaro au centre du Burundi.